# Axel og Valborg
Axel og Valborg er en tragedie i fem akter af Adam Oehlenschläger fra 1810 (skrevet under hans ophold i Paris i 1808) med musik af Carl Braun.

## Handling
Efter at have gjort tjeneste som ridder i Tyskland vender Axel tilbage til hoffet i Trondheim, hvor han vil fri til sin elskede kusine Valborg og blive kongens væbner. Imidlertid begærer kongen selv Valborg, og desuden er kirken imod en forbindelse mellem Axel og Valborg, da de er beslægtede. Imidlertid har Axel et pavebrev, der skulle rydde problemerne af vejen, og forberedelserne til brylluppet begynder. Under selve vielsen sår munken Knud tvivl om pavebrevets gyldighed, og parret skilles med stor patos, inden Valborg tvinges i kloster. Det lykkes Axel og Valborg at flygte, men Axel må gå i kamp for kongen og i den såres han dødeligt, hvorpå Valborgs hjerte brister, da hun sidder med Axels lig.

## Baggrund og modtagelse
Oehlenschläger fandt materialet til stykket i Peder Syvs 200 Viser om Konger, Kæmper og andre fra 1695. Axel og Valborg kan opfattes som nordiske sidestykker til Romeo og Julie.
Stykket blev sat op på Det Kongelige Teater i 1810 og blev straks en stor succes. Det blev snart oversat til tysk og spillet på teatre i Tyskland og Østrig.
JPE Hartmann har skrevet musik til sørgespillet. Det blev opført på Dagmarteatret i 1906.